# Agustín Domínguez Muñoz
Agustín Domínguez Muñoz (Madrid, 26 de marzo de 1932 - ib., 8 de octubre de 2010) fue un directivo de fútbol español.

## Biografía
Agustín Domínguez Muñoz nació el 26 de marzo del año 1932 en Madrid, como el cuarto de cinco hermanos en el seno de una familia humilde. 
Domínguez destacó como parte del Real Madrid Club de Fútbol, club al que llegó en 1953 como secretario del por entonces gerente, Antonio Sicilia; y del que se acabó desvinculando en 1978, tras el fallecimiento del histórico presidente del club Santiago Bernabéu, y siguiendo a la salida de la entidad de Raimundo Saporta, entonces vicepresidente. Para entonces, Domínguez se había posicionado como uno de los hombres de mayor relevancia en el organigrama del club, habiendo sido nombrado secretario general del mismo en 1973.
Durante su permanencia en el Real Madrid fue nombrado miembro tanto de la UEFA como de la FIFA, siendo el único representante de un club de fútbol en esta institución. Como reconocimiento por su trabajo en el club, le fue concedida la laureada del Real Madrid, siendo la única persona que la posee sin haber jugado para el club. 

## Trabajo en la RFEF
Posteriormente, accedió a la secretaría general de la Real Federación Española de Fútbol, primeramente bajo la presidencia de Pablo Porta, y posteriormente bajo las órdenes de José Luis Roca. Durante el ejercicio de sus responsabilidades profesionales fue nombrado secretario general de la Entente de Florencia.
A lo largo de su dilatada carrera tuvo destacados papeles en diferentes proyectos de gran repercusión, entre los que se encuentra, notablemente, su participación en el Comité Organizador de la Copa Mundial de Fútbol de 1982, celebrada en España. La llegada a la presidencia de Ángel María Villar en 1988 le dejó sin sitio en la entidad, siendo destituido el 9 de enero de 1989.

## Funciones posteriores
Su destitución no le distanció del mundo del fútbol, trabajando para la FIFA como consejero para tareas especiales, inspector y comisarios en distintos partidos y mundiales, desempeñando esta labor hasta 1998. Fue llevando a cabo esta tarea que fue testigo del famoso Condorazo, en la última jornada de clasificación Conmebol para la Copa Mundial de Fútbol de 1990, en cuya investigación colaboró como responsable de la FIFA en aquel encuentro.
Fue impulsor del Mundialito de la Inmigración, junto a la Federación Madrileña de Fútbol. Fue también Administrador General de la AEBI (Asociación Española de Baloncestistas Internacionales) desde su fundación en 1968, bajo la presidencia de su mentor Raimundo Saporta.

## Fallecimiento
Tras una extensa y exitosa carrera en la que mantuvo la discreción como bandera, Domínguez falleció en Madrid el 8 de octubre del 2010, a los 78 años.